# Jean de Valois, duc de Touraine
Jean de Valois (* 31. August 1398 in Paris; † 5. April 1417 in Compiègne) war der vierte Sohn des französischen Königs Karl VI. und der Königin Isabeau.

## Leben
Jean wurde 1403 zum Baron von Mortagne ernannt, 1407 zum Pair von Frankreich, 1414 zum Herzog von Touraine und 1415 zum Dauphin von Viennois und damit zum Thronfolger, nachdem seine drei älteren Brüder 1386, 1401 und eben 1415 gestorben waren.
Jean wurde im Juni 1406 im Alter von nur 7 Jahren mit der erst vier Jahre alten Jakobäa von Bayern, der Gräfin von Holland und Hennegau und Erbtochter des Herzogs Wilhelm II. von Bayern, verlobt. Die Hochzeit fand erst am 6. August 1415 statt, als die Brautleute heiratsfähig waren. Die Ehe des Paares blieb kinderlos. Nach der Verlobungszeremonie im Schloss Compiègne lebte Jean im Hennegau in Le Quesnoy am Hofe seines Schwiegervaters Wilhelm II., der mit dem burgundischen Herzog Johann Ohnefurcht verbündet war. Daher wurde die Berufung Jeans zum Dauphin während der armagnakischen Besetzung von Paris ein Politikum. Wilhelm II. wollte Jean nur in Begleitung des Herzogs von Burgund dorthin reisen lassen. Im September 1416 schrieb Jean an die Königin, seine Mutter, er wolle über seine Rückkehr nach Paris nur mit ihr allein ohne Bernard VII. d’Armagnac verhandeln.
Die Königin Isabeau reiste daher in der Zeit vom 21. Januar bis 25. Februar 1417 nach Senlis, um ihren Sohn auf die Thronfolge vorzubereiten und wegen des Einzuges nach Paris mit Wilhelm zu verhandeln. Nach ihrer Abreise erkrankte der Kronprinz und starb am 5. April an einem „Abszess am Ohr“, vermutlich einer Mittelohrentzündung. Johann Ohnefurcht ließ gezielt das Gerücht verbreiten, Jean und sein älterer Bruder Louis seien vergiftet worden. Eine Vergiftung lässt sich aber bis heute weder beweisen noch belegen. Ein Interesse an der Ausschaltung des burgunderfreundlichen Dauphins hatte der Hof des Herzogs von Anjou, Ludwig II., vertreten durch dessen Frau Jolanthe und Bernhard von Armagnac, die dem erst 14-jährigen Bruder und späteren König Karl VII. zum Thron verhelfen wollten, um ein Bündnis Frankreichs mit England zu verhindern.
Der Tod Jeans führte zur kurzzeitigen Verbannung der Königin nach Tours und später – durch den Bund des französischen Königshauses mit Burgund und England – zur dritten Phase des Hundertjährigen Kriegs.
Jean de Valois wurde in Compiègne im Kloster Saint Corneille beigesetzt.